# John Holloway
John Holloway (1947, Dublin, Irlanda) é um jurista, filósofo  e economista de linha marxista com fortes influências anarquistas. Formado em Ciências Políticas pela Universidade de Edinburgh.
Os seus principais trabalhos são associados ao movimento zapatista. Em 2002 escreveu o livro "Mudar o Mundo sem tomar o Poder" em conjunto com  Subcomandante Marcos. O autor é conhecido por ser um dos representantes do chamado Marxismo autonomista e do Marxismo Aberto. 

## Livros
- State and Capital: A Marxist Debate (1978), ISBN 0-7131-5987-1, ed. with Sol Picciotto
- Social Policy Harmonisation in the European Community (1981), ISBN 0-566-00196-9
  - Post-Fordism and Social Form: A Marxist Debate on the Post-Fordist State (1991), ISBN 0-333-54393-9, ed. with Werner Bonefeld
  - Global Capital, National State, and the Politics of Money (1995), ISBN 0-312-12466-X, ed. with Werner Bonefeld
  - Open Marxism: Emancipating Marx (1995), ISBN 0-7453-0864-3, ed. with Werner Bonefeld, Richard Gunn and Kosmas Psychopedis
  - Zapatista!: Reinventing Revolution in Mexico (1998), ISBN 0-7453-1178-4, ed. with Eloína Peláez
  - Change the World Without Taking Power (2002), ISBN 0-7453-1864-9[1]
  - Negativity and Revolution: Adorno and Political Activism (2008) ISBN 978-0-7453-2836-2, ed. with Fernando Matamoros & Sergio Tischler
  - Crack Capitalism Pluto Press (2010) ISBN 0-7453-3008-8 ISBN 978-0745330082
  - In, Against, and Beyond Capitalism: The San Francisco Lectures PM Press (2016) ISBN 978-1629631097